# 京都市営バス錦林出張所
京都市営バス烏丸営業所錦林出張所（きょうとしえいバスきんりんしゅっちょうしょ）は、京都市左京区浄土寺真如町にある京都市営バス烏丸営業所の出張所。
かつては営業所であったが、1997年に烏丸営業所の支所、1999年に烏丸営業所の出張所に格下げとなった。

## 沿革
- 1976年4月1日 - 京都市電錦林営業所跡地に京都市営バス錦林営業所を開設する。
- 1979年5月20日 - 北野支所を廃止する。また、八条営業所の廃止、洛西営業所の開設に伴い、錦林営業所は27甲、200、200甲乙、202甲乙、212乙、220甲乙を運行するようになる。
- 1981年5月29日 - 京都市営地下鉄烏丸線開業に合わせて大幅な路線再編が実施され、17、特17、27、203、204の各系統を運行するようになる。
- 1986年3月31日 - 高野営業所の廃止に伴い、5号系統が高野営業所から錦林営業所に移管される。また、特17号系統が九条営業所に、27号系統が梅津営業所に、それぞれ移管される。
- 1986年10月25日 - 204号系統（甲、外回り）が錦林営業所から烏丸営業所に、93号系統が梅津営業所から錦林営業所に、それぞれ移管される。
- 1987年11月1日 - 65号系統が烏丸営業所から錦林営業所に、204号系統（乙、内回り）が錦林営業所から烏丸営業所に、それぞれ移管される。
- 1989年7月1日 - 93号系統が錦林営業所から梅津営業所に移管される。27号系統が梅津営業所から錦林営業所に移管される。
- 1997年10月12日 - 地下鉄東西線開業に伴う路線再編で、京都市営バス錦林営業所を烏丸営業所錦林支所に格下げする。17号系統を錦林営業所から九条営業所に、27号系統を錦林営業所から梅津営業所に、65号系統を錦林営業所から烏丸営業所に、93号系統を梅津営業所から錦林支所に、それぞれ移管する。
- 1999年3月22日 - 錦林営業所を烏丸営業所錦林出張所に格下げする。5号系統を錦林支所から梅津営業所に移管する。また、17号系統を九条営業所との共管とする。
- 1999年4月1日 - 烏丸営業所錦林支所を烏丸営業所錦林出張所に再び格下げする。
- 2001年3月24日 - 17号系統を錦林出張所から九条営業所に移管する。
- 2005年3月12日 - 5号系統を錦林出張所から九条営業所に移管する。17号系統が九条営業所から移管される。57号系統を新設する。
- 2007年3月10日 - 57号系統を廃止する。急行102号系統が烏丸営業所から錦林出張所に移管される。
- 2014年3月22日 - ダイヤ改正で全系統が京都バスに委託となる。
- 2015年9月19日 - 循環2号系統を新設する[1]。
- 2017年3月18日 - MN204号系統を新設する。
- 2022年3月19日 - 78号系統が洛西営業所（近鉄バス）から、86号系統が梅津営業所（西日本ジェイアールバス）から移管される。急行102、循環2の各系統を休止する。MN204、MN205の各系統を廃止する。
- 2024年6月1日 - 17号系統が7号系統に変更、105号系統を新設、78号系統が再び洛西営業所（近鉄バス）に移管された。

## 概要
錦林出張所では、錦林車庫を経由する循環系統および均一系統を受け持つ。両所とも以前は左京区東部（修学院・岩倉）と市内中心部を結ぶ路線の一部も受け持っていたが、現在これらの系統は九条営業所に移管されている。錦林営業所の降格については、当時の交通局の財政事情の改善を目指して営業所の主屋より南側の土地全てを売却し、他の営業所規模に比較して降格したものである。縮小にともなって売却された土地は老人介護ホームが建っている。

## 担当系統
- 1979年5月 - 1981年5月：27甲、200、200甲、200乙、202甲、202乙、212乙、220甲、220乙
- 1981年5月 - 1986年3月：17、特17、27、203、204
- 1986年3月 - 1986年10月：5、17、203、204
- 1986年10月 - 1987年11月：5、17、93、203、204乙
- 1987年11月 - 1989年7月：5、17、65、93、203
- 1989年7月 - 1997年10月：5、17、27、65、203
- 1997年10月 - 1999年3月：5、17、93、203
- 1999年3月 - 2001年3月：17、93、203
- 2001年3月 - 2005年3月：5、203
- 2005年3月 - 2007年3月：17、57、203
- 2007年3月 - 2014年3月：17、急行102、203
- 2014年3月 - 2015年9月：17、MN17、急行102、203、MN205
- 2015年9月 - 2017年3月：17MN17、急行102、203、MN205、循環2
- 2017年3月 - 2022年3月：17、MN17、急行102、203、MN204、MN205、循環2
- 2022年3月 - 2024年5月：17、78、86、203
- 2024年6月 - ：7、86、105、203、臨202（東山開睛館輸送）[2]

## 現行路線

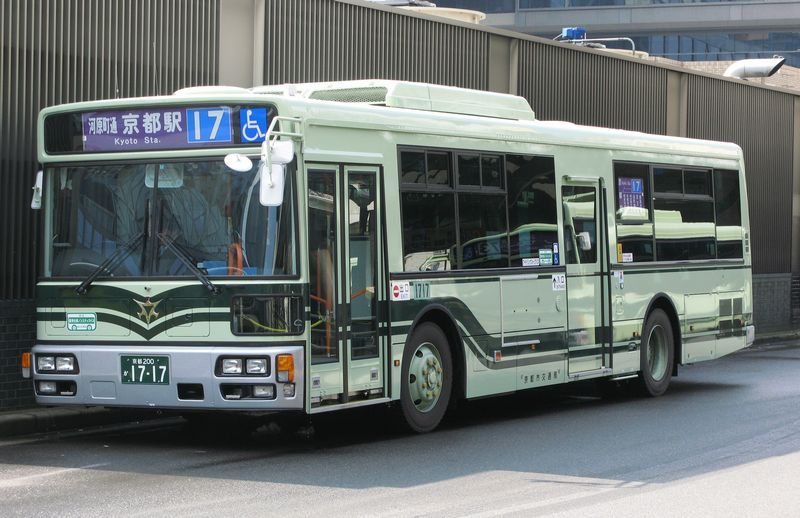
17系統（撮影京都駅前）

### 7号系統
経路
- 7号：錦林車庫前 - 浄土寺 - 銀閣寺道 - 河原町今出川 - 四条河原町 - 塩小路高倉 - 京都駅前

概要
7号系統は、錦林車庫前から銀閣寺道、百万遍、出町柳駅前、河原町丸太町、四条河原町、塩小路高倉を経由して京都駅前に至る全長7.9kmの路線である。主に、白川通、今出川通、河原町通、塩小路通を走行する。路線名は河原町線となっている。
当系統は、京都市電2号系統（京都駅前－河原町今出川－銀閣寺道－錦林車庫前－東天王町－西ノ京円町－西大路駅前）の代替機能を有していることもあり、早朝5時台から深夜23時台にわたって運行されている。2008年現在、均一系統の中では最も早くから営業運転している。かつて17号系統は京都駅八条口行き、特17号系統が京都駅前行きであり、当初の本数は双方ほぼ同じであったが、次第に特17号系統が主流となり八条口行きの17号系統は事実上廃止され、1982年以降の旧特17号系統の経路が現在の17号系統に差し替わった。しかし、同じく京都駅前を発着する京都バスの17系統と番号が重複しており観光客の混乱を招いていたため、2024年6月1日に7号系統に変更された。
京都市内でも有数の繁華街である四条河原町を経由する。河原町通（河原町今出川 - 京都駅前）では同区間で平行する4号系統、205号系統を合わせると、5分間隔と高頻度・等間隔運行が確保されている。
沿革（200号系統を含む）
- 1976年4月
  - 200号系統を新設する。新設時の経路は、錦林車庫前 - 河原町今出川 - 京都駅前である。
  - 200甲号系統・200乙号系統を新設する。新設時の経路は、（甲→）錦林車庫前 - 東天王町 - 西ノ京円町 - 西大路九条 - 九条近鉄前 - 春日町（現：東寺道） - 京都駅前 - 河原町今出川 - 銀閣寺道 - 錦林車庫前（←乙）である。
- 1980年2月：200号系統は京都駅前 - 三哲（現：下京区総合庁舎前）- 京都駅八条口を延長する。
- 1981年5月
  - 200号系統は塩小路高倉 - 京都駅前 - 三哲 - 京都駅八条口を、塩小路高倉 - 京都駅八条口に変更する。京都駅八条口 - 春日町 - 九条近鉄前 - 東寺南門前（ → 洛陽高校前（現：九条御前通） → ／ ← ）東寺西門前を延長する。17号系統に系統番号を変更する。
  - 特17号系統を新設する。新設時の経路は、錦林車庫前 -（17号系統）- 塩小路高倉（ → ／ ← 京都駅前 ← ）京都駅八条口である。
  - 200甲号・200乙号系統を廃止する。
- 1982年9月：特17号系統の塩小路高倉（ → ／ ← 京都駅前 ← ）京都駅八条口を、塩小路高倉 - 京都駅前に変更する。
- 1987年11月：17号系統の東寺西門前 → 東寺南門前 → 九条大宮 → 京都駅八条口を、東寺西門前 → 六孫王神社前 → 京都駅八条口に変更する。
- 1996年3月
  - 17号系統の塩小路高倉 - 京都駅八条口アバンティ前を、塩小路高倉 - 京都駅前 - 塩小路高倉 - 京都駅八条口アバンティ前に変更する。
  - 特17号系統を廃止する。
- 1997年10月：京都駅前 - 京都駅八条口アバンティ前 - 京都駅八条口（ → 九条近鉄前 → 洛陽工業高校前（現：九条御前通） → ／ ← 八条油小路 ← 六孫王神社前 ← ）東寺西門前を、京都駅前 - 下京区総合庁舎前（ → 九条近鉄前 → 洛陽工業高校前 → ／ ← 八条油小路 ← 六孫王神社前 ← ）東寺西門前に変更する。
- 2001年3月：錦林車庫前 - 銀閣寺道・京都駅前 - 東寺西門前を廃止し、起終点を変更する。銀閣寺道での5A号系統との連続運行を開始する。
- 2005年3月：銀閣寺道 - 錦林車庫前を延長し、起終点を変更する。銀閣寺道での5A号系統との連続運行を廃止する。
- 2014年
  - 3月22日：MN17号系統を新設する。新設時の経路は、京都駅前 → 塩小路高倉 → 四条河原町 → 河原町今出川 → 銀閣寺道 → 浄土寺 → 錦林車庫前である。
  - 10月1日：平日昼間時間帯に限り、バスの駅「四条河原町」（四条河原町南詰）に復路が停車する。
- 2022年3月19日：MN17号系統を廃止する。
- 2024年6月1日：7号系統に系統番号を変更する。

停留所およびダイヤ
平日・土曜日・休日とも、運転間隔は12-15分毎である。なお、早朝、深夜には、九条営業所で運行される便もある。
MN17号系統は、京都駅前24時発の深夜バスで、平日・土曜ダイヤ及び「コトキンライナー」運行日のみ運行されていた。

### 86号系統
経路
- 86号：梅小路公園・京都鉄道博物館前 - 七条堀川 - 下京区総合庁舎前 - 京都駅前 - 烏丸七条 - 東山七条 - 祇園 - 東山三条（ → 東山仁王門 → ／ ← 神宮道 ← 岡崎公園 美術館・平安神宮前 ← ）岡崎公園 動物園前
- 86号：京都駅前 - 烏丸七条 - 東山七条 - 祇園 （→ぎおん・よるバス）

概要
86号系統は、梅小路公園・京都鉄道博物館前と岡崎公園 動物園前を京都駅前、祇園経由で結ぶ路線である。路線新設は2012年3月14日で、京都水族館開園に伴い、水族館・東山ラインとして新設された。当初は京都駅前を経由せず、梅小路公園前から七条通・東山通を経由して三条京阪前に至る路線だった。。2016年3月のダイヤ改正で京都駅前経由に変更され、同時に86号系統に系統番号が変更された。
2021年3月のダイヤ改正では、経路が重複している急行110号系統を統合し、岡崎公園 動物園前まで延伸した。2024年6月のダイヤ改正では、復路の三条京阪前・四条河原町経由をやめ、往復ともに知恩院前を経由する経路に変更した。
2022年3月より京都市営バスと京都バス嵐山営業所で共同運行を行っている。
沿革（臨206号系統を含む）
- 2008年11月：
  - 臨206三京号系統を「楽洛東山ライン」として行楽シーズンに毎日運行する。運行開始時の経路は、京都駅前 - 烏丸七条 - 東山七条 - 祇園（ → 東山三条 → ／ ← 四条京阪前 ← ）三条京阪前である。
  - 臨206三京号系統を「東山ライトアップ号」として行楽シーズンの夜間に運行する。運行開始時の経路は、京都駅前 - 烏丸七条 - 東山七条 - 祇園（ → 東山三条 → ／ ← 四条京阪前 ← ）三条京阪前である。
- 2009年3月：臨206三京号系統を「東山花灯路号」として東山花灯路開催期間に運行する。運行開始時の経路は、京都駅前 - 烏丸七条 - 東山七条 - 祇園（ → 東山三条 → ／ ← 四条京阪前 ← ）三条京阪前である。
- 2012年3月14日
  - 水族館・東山ラインを新設する。新設時の経路は、梅小路公園（現：梅小路公園・京都鉄道博物館前） - 七条大宮・京都水族館前 - 烏丸七条 - 東山七条 - 祇園（ → 東山三条 → ／ ← 四条京阪前 ← ）三条京阪前である。
  - 臨206三京号系統は臨206号系統に系統番号を変更する。
- 2013年3月8日：臨206号系統（復路）の一部便の三条京阪前 → 四条京阪前 → 祇園を、東山三条 → 知恩院前 → 祇園に変更する。
- 2015年3月21日：水族館・東山ラインは新設の梅小路公園前（現：梅小路公園・JR梅小路京都西駅前）停留所に停車する（それまでの梅小路公園前停留所は七条壬生川停留所に改称）。
- 2016年3月19日：水族館・東山ラインの七条大宮・京都水族館前 - 七条西洞院 - 烏丸七条を、七条大宮・京都水族館前 - 七条堀川 - 下京区総合庁舎前 - 京都駅前 - 烏丸七条に変更し、86号系統に系統番号を変更する。
- 2018年3月17日：三条京阪前 → （川端通） → 四条京阪前を、三条京阪前 → 四条河原町 → 四条京阪前に変更する。
- 2020年3月20日：臨206号系統は臨86号系統に系統番号を変更する。
- 2021年3月20日：急行110号系統を統合する[5]。東山三条 → （直行） → 三条京阪前を、東山三条 → 東山仁王門 → 岡崎公園 動物園前 → 神宮道 → 三条京阪前に変更する[5]。また、河原町通 - 川端通間の三条通歩道拡幅整備により、三条京阪前 → （三条通）→ 河原町三条から、三条京阪前 → （御池通）→ 河原町三条に変更する[5]。臨86号系統を廃止する。
- 2022年3月19日：全運行回数の半分にあたる平日5便・土休日10便の京都バスによる運転を開始する[6]。臨206号系統を新設する[7]。運行経路は廃止前の臨86号系統と同様で、旅客案内上は往路が「臨」系統、復路が「206｜京都駅」で運行される。
- 2024年6月1日：東山三条 → 三条京阪前 → 四条河原町 → 祇園を、東山三条 → 知恩院前 → 祇園に変更する。これにより所要時間が12分短縮される[3]。臨206号系統は系統番号を106号系統に変更し、洛西営業所に移管する[2]。ぎおん・よるバスの送り込み便として、京都駅前 → 祇園の区間便を設定する[8]。

### 105号系統
経路
- 105号：京都駅前 - 烏丸五条 - 河原町五条 - 河原町三条 - 三条京阪前 - 岡崎公園 美術館・平安神宮前 - 岡崎道（ → 宮ノ前町 → ／ ← 錦林車庫前 ← ）銀閣寺前

概要
105号系統は、2024年6月1日のダイヤ改正に伴い新設された観光系統の一つである。
「楽洛 岡崎・銀閣寺ライン」の愛称が付けられ、土休日のみ運行している。。
沿革
- 2024年6月1日：105号系統を新設する。新設時の経路は、京都駅前 - 烏丸五条 - 河原町五条 - 四条河原町 - 三条京阪前 - 岡崎公園 美術館・平安神宮前 - 岡崎道（ → 宮ノ前町 → ／ ← 錦林車庫前 ← ）銀閣寺前。

### 臨202号系統
経路
- 臨202号（臨）
  - 往路：五条大和大路・東山開睛館前 → （五条坂） → 祇園 → 知恩院前 → 東山三条 → （東山仁王門） → （岡崎公園ロームシアター京都・みやこめっせ前） → （岡崎公園美術館・平安神宮前） → 神宮道
  - 復路
    - 神宮道 → （東山三条） → 知恩院前 → （祇園） → 五条坂
    - 神宮道 → （東山三条） → （知恩院前） → 祇園 → 五条坂
    - 東山三条 → （知恩院前） → （祇園） → 五条坂

概要
臨202号系統は、2011年4月に、東山区の小中学校を統合して設立された東山開睛館開校に伴い新設された路線である。旅客案内上は系統番号ではなく「臨」や「東山開睛館輸送」と表示される。通学の小中学生の輸送を目的としているが、一般客の乗車も可能である。ただし、快速運転により観光客の利用の多い清水道を通過し、祇園は停車する便と通過する便があり、五条坂停留所は学校に近い五条通側に停車し、運行区間が短いなど、一般客の利用には不向きである。下校時に運行される「往路」は、学校の下校時間に合わせて曜日によってダイヤが変わる。平日のみ運行、土・日・祝日に加えて、学校の休日は運休となる。
沿革
- 2011年3月：臨202号系統を新設する。新設時の経路は、以下の通りである。（ ）書きの停留所は通過する。
  - 往路：五条大和大路・東山開睛館前 → （五条坂） → 祇園 → 知恩院前 → 東山三条 → （東山仁王門） → （京都会館美術館前（現：岡崎公園ロームシアター京都・みやこめっせ前、岡崎公園美術館・平安神宮前）） → 神宮道
  - 復路
    - 神宮道 → （東山三条） → 知恩院前 → 五条坂
    - 神宮道 → （東山三条） → 祇園 → 五条坂
    - 東山三条 → （祇園） → 五条坂
- 2024年6月：横大路営業所から錦林出張所に移管される。

### 203号系統
経路
- 203号：錦林車庫前 - 熊野神社前 - 祇園 - 四条烏丸 - 西大路四条 - 西ノ京円町 - 北野白梅町 - 烏丸今出川 - 浄土寺 - 錦林車庫前

概要
203号系統は、錦林車庫前を起終点とし、白川通、丸太町通、東大路通、四条通、西大路通、今出川通を循環する路線である。路線名は四条・今出川循環線である。入庫のため、錦林車庫前止めの便も存在する。また、早朝の始発便として西大路四条始発、錦林車庫までの便（梅津営業所管轄）がある。京都市電12号系統（西大路四条-北野白梅町-烏丸今出川-錦林車庫前-烏丸丸太町-西ノ京円町）および20号系統（銀閣寺-熊野神社前-祇園-四条大宮-千本今出川-金閣寺-千本北大路）の代替機能を持っているが、四条大宮 - 西大路四条間はトロリーバスが運行していて、市電の線路が敷設されなかった区間を走る。
四条通以北の旧市街地を東西に広く循環する路線である。そのため、高速鉄道のうち、JR嵯峨野線を除くJR線や近鉄京都線とは接続していないが、それ以外の地下鉄烏丸線（四条駅・今出川駅）、地下鉄東西線（東山駅・西大路御池駅）、阪急京都線（京都河原町駅・西院駅）、京阪本線・鴨東線（祇園四条駅・出町柳駅）、JR嵯峨野線（円町駅）と接続している。また、叡山電鉄叡山本線（出町柳駅）、京福電気鉄道嵐山本線（四条大宮駅・西大路三条駅）、京福電気鉄道北野線（北野白梅町駅）とも接続している。なお、嵯峨野線円町駅開業までは、京都市営バスの循環系統路線としては204号系統と並んで、JR西日本各線に全く接続していない路線であった。
また、上記の鉄道駅の他、知恩院、八坂神社、北野天満宮、京都御所、銀閣寺といった観光施設、四条通の繁華街を経由する。
当系統では、27号系統との無料乗り継ぎを2004年3月から2014年3月まで実行していた。これは、27号または203号系統に乗車し、乗継指定停留所である太子道、西大路御池、西大路三条、西大路四条において相互に乗り換える場合に乗継券を発行するというものであった。 なお、これに伴って27号系統は運転区間の見直しが行われている。
沿革（旧202号系統、212号系統、220号系統含む）
- 1972年1月
  - 202号系統を新設する。新設時の経路は、北野白梅町 - 千本今出川 - みぶ（現：みぶ操車場前）- 祇園 - 東山二条（現：東山二条・岡崎公園口）である。
  - 220号系統を新設する。新設時の経路は、衣笠（現：立命館大学前）- わら天神前 - 千本北大路 - 千本今出川 - 四条大宮 - 祇園 - 熊野神社前（ → 東天王町 → ／ ← 百万遍 ← ）銀閣寺道である。
- 1973年1月：202号系統の東山仁王門 - 東山二条を、東山仁王門（ → ／ ← 東山二条 ← ）岡崎公園前に変更する。
- 1975年12月：220号系統の衣笠 - わら天神前 - 千本北大路 - 千本今出川を、衣笠 - 金閣寺前 - 市電金閣寺前（現：金閣寺道）- 北野白梅町 - 千本今出川に変更する。
- 1976年4月
  - 212号系統を新設する。新設時の経路は、梅津車庫前（現：京都外大前）- 西大路四条 - 西ノ京円町 - 北野白梅町 - 銀閣寺道 - 東天王町 - 西ノ京円町 - 西大路四条 - 梅津車庫前である。
  - 202号系統は衣笠（現：立命館大学前）- わら天神前 - 北野白梅町を延長する。東山仁王門（ → ／ ← 東山二条 ← ）岡崎公園前を、東山仁王門 - 百万遍 - 千本今出川に変更する。
  - 220号系統の熊野神社前（ → 東天王町 → ／ ← 百万遍 ← ）銀閣寺道を、熊野神社前 - 東天王町 - 錦林車庫前 - 銀閣寺道 - 百万遍 - 千本今出川に変更する。
- 1977年10月：212乙号系統の起終点を錦林車庫前に変更する。
- 1978年10月
  - 202号系統の千本今出川 - 百万遍 - 熊野神社前を、錦林車庫前 - 東天王町 - 熊野神社前に変更する。
  - 220号系統の錦林車庫前 - 東天王町 - 熊野神社前 - 祇園 - 四条大宮 - 千本今出川を廃止する。
- 1981年5月
  - 212号系統の梅津車庫前 - 西大路四条を廃止する。熊野神社前 - 烏丸丸太町 - 西ノ京円町を、熊野神社前 - 祇園 - 西大路四条に変更する。203号系統に系統番号を変更する。
  - 202号・220号系統を廃止する。
- 2004年3月：西大路四条 - 太子道で27号系統との相互無料乗継を開始する。
- 2014年3月22日：西大路四条 - 太子道で27号系統との相互無料乗継を終了する。

1981年の誕生以降、錦林営業所（錦林出張所）が運行している。
停留所およびダイヤ
平日の昼間は1時間あたり5-6本、土曜・休日の昼間は1時間あたり5本の運行となっている。

## 休止・撤退路線

### 5号系統
現在は九条営業所が運行
錦林出張所時代には早朝・深夜時には四条烏丸折り返し便が存在していた。一時期梅津営業所に所属していた時期があったが、今の形になるまでは殆どが錦林営業所（のちに支所→出張所）の所轄路線だった。

### 27号系統
現在は梅津営業所が運行

### 57号系統
運行されていた区間
- 錦林車庫前 - 三条京阪前 - 四条烏丸 - 京都駅前

沿革
- 2005年3月：57号系統を新設する。新設時の経路は錦林車庫前 - （5号系統） - 京都駅前である。
- 2007年3月：5号系統に統合し廃止する。

### 65号系統
現在は烏丸営業所が運行

### 78号系統
現在は洛西営業所が運行

### 93号系統
現在は梅津営業所が運行
但し、早朝の一部の便は引き続き錦林出張所にて運行している。

### 急行102号系統
西賀茂営業所を参照

### 204号・MN204号系統
204号系統のみ存続、烏丸営業所が運行

### MN205号系統
九条営業所を参照

### 循環2号系統
経路
- 循環2：三条京阪前 → 河原町三条 → 四条河原町 → 四条京阪前 → 三条京阪前 → 東山三条 → 東山仁王門 → 岡崎公園ロームシアター京都・みやこめっせ前 → 動物園正門前 → 南禅寺・疏水記念館・動物園東門前 → 岡崎法勝寺町 → 岡崎公園動物園前 → 岡崎公園美術館・平安神宮前 → 神宮道 → 青蓮院前 → 知恩院三門前 → 知恩院前 → 東山三条 → 三条京阪前

概要
循環2号系統（京都岡崎・都心循環バス）は、岡崎地域の回遊性向上を目的に、2015年9月19日に新設された路線である。「京都岡崎ループ」の愛称が付けられている。
沿革
- 2015年9月19日：循環2号系統を新設する。新設時の経路は、三条京阪前 → 河原町三条 → 京都市役所前 → 三条京阪前 → 東山三条 → 東山仁王門 → 岡崎公園ロームシアター京都・みやこめっせ前 → 動物園正門前 → 南禅寺・疏水記念館・動物園東門前 → 岡崎法勝寺町 → 岡崎公園動物園前 → 岡崎公園美術館・平安神宮前 → 神宮道 → 青蓮院前 → 知恩院三門前 → 知恩院前 → 東山三条 → 三条京阪前である[9]。
- 2017年3月18日：河原町三条 → 京都市役所前 → 三条京阪前を、河原町三条 → 四条河原町 → 四条京阪前 → 三条京阪前に変更する。
- 2021年3月20日：河原町通 - 川端通間の三条通歩道拡幅整備により、経路を三条京阪前 → （三条通） → 河原町三条から、三条京阪前 → （御池通）→ 河原町三条に変更[10]。
- 2022年3月19日：休止する[11]。

停留所およびダイヤ
平日・土曜日・休日とも9時頃から18時頃まで、1時間に4本運行されていた。始発3便は岡崎公園動物園前始発、最終3便は岡崎公園ロームシアター京都・みやこめっせ前までである。運転手交代は動物園正門前で行う。
運転開始当初に四条河原町を経由するルートにできなかったことや、特殊なラッピングにより市バスと見られにくく一日乗車券の利用者が回避したことから、利用予測の半分程度の利用率に留まっており、交通局ではポスター等で利用を呼びかけたり、バス車体に「市バス」のステッカーを貼付するなどの対策を取っていた。2017年3月18日のダイヤ改正で四条河原町を経由するルートに変更した。

## 車両
1976年3月の開設以降、シャーシは日野自動車製に統一されていたが、1986年3月の高野営業所廃止に伴い、三菱自動車（現・三菱ふそうトラック・バス）製の車両が転属となった。その関係で、日野自動車製の他に、少数ながら三菱自動車製の車両も新製配置されていた。1997年10月の支所（当時）格下げ時に再度日野自動車製に統一されたが、近年では一般競争入札の実施により国内4メーカーの車両が新製配置されている。格下げによる規模縮小で整備場が廃止されたため、通常の車両整備は烏丸営業所で行っている(過去には西賀茂営業所で整備を行なっていた時期もある)。

過去には、102号系統には専用の車両が在籍しており、特別な塗装となっていた。該当車両は以下のとおりであった。
- 三菱ふそうU-MP618K改（1993年製、ツーステップ、蓄圧式ハイブリッドバス）：1台
  - 三菱ふそう製の蓄圧式ハイブリッドバスは、「MBECS」と称している。
- 日産ディーゼルU-UA440HAN改（1994年製、ツーステップ、天然ガスバス）：1台
- 日産ディーゼルKL-JP252NAN（2001年製、ノンステップ）：2台
- 日野ブルーリボンシティKL-HU2PMEE（2004年製、ノンステップ）：2台　※2008年末に一般塗装車から転用

2015年現在、烏丸営業所錦林出張所には以下の低公害バスが所属している。
- 日野LJG-HU8JMGP（2014、2015年製、ノンステップ、電気式ハイブリッドバス）：4台

過去の車両
- 三菱ふそうU-MP618K改（1993年製、ツーステップ、蓄圧式ハイブリッドバス）：1台　※洛バス専用車
- 日産ディーゼルU-UA440HAN改（1994年製、ツーステップ、天然ガスバス）：1台　※洛バス専用車